# Zelandotipula yungasicola
Zelandotipula yungasicola är en tvåvingeart som först beskrevs av Alexander 1962.  Zelandotipula yungasicola ingår i släktet Zelandotipula och familjen storharkrankar.
Artens utbredningsområde är Bolivia. Inga underarter finns listade i Catalogue of Life.